# Тремецо
Тремецо (итал. Tremezzo) је насеље у Италији у округу Комо, региону Ломбардија.
Према процени из 2011. у насељу је живело 1247 становника. Насеље се налази на надморској висини од 234 м.

## Становништво
Према резултатима пописа становништва 2011. у општини је живело 1.258 становника.
| 1931. | 1936. | 1951. | 1961. | 1971. | 1981. | 1991. | 2001. | 2011. |
| ----- | ----- | ----- | ----- | ----- | ----- | ----- | ----- | ----- |
| 1.626 | 1.696 | 1.655 | 1.484 | 1.376 | 1.288 | 1.393 | 1.314 | 1.258 |